# Икрамов, Анвар Салихович
Анвар Салихович Икрамов (узб. Anvar Salihovich Ikromov; 1934, Ташкент, Узбекская ССР, СССР) — советский узбекский хозяйственный, государственный и партийный деятель.

## Биография
Родился в 1934 году в Ташкенте. Член КПСС.
С 1958 года — на хозяйственной, общественной и политической работе. В 1958—1991 гг. — мастер джуто-кенафного завода в Ташкентской области, мастер, заместитель начальника, начальник цеха фабрики «Заря Востока», главный инженер фабрики художественных изделий, главный инженер ПКБ, заместитель главного инженера, секретарь парткома швейной фабрики «Юлдуз», директор кожевенно-мехового завода, заведующий отделом горкома, 1-й секретарь Хамзинского райкома КПУз, заведующий отделом, секретарь ЦК КПУ, первый секретарь Самаркандского обкома КП Узбекистана, министр лёгкой промышленности Узбекской ССР.
Избирался депутатом Верховного Совета Узбекской ССР 10-го и 11-го созывов, народным депутатом СССР.